# Tomomitsu Niimi
Tomomitsu Niimi (新実 智光, Niimi Tomomitsu; 9 de março de 1964 - 6 de julho de 2018) foi um membro da Aum Shinrikyo condenado por sua participação no ataque com gás sarin ao Metrô de Tóquio e vários outros crimes. Ele era o "ministro de assuntos internos" de Aum.

## Contexto
O juiz Yujiro Nakatani disse que seus crimes relacionados ao Aum começaram em 1989 com a morte por estrangulamento de Shuji Taguchi, que havia tentado fugir do culto. Ele também assassinou o advogado anticulto Tsutsumi Sakamoto e a esposa e filho de Sakamoto no mesmo ano.

## Ataque de gás sarin ao metrô de Tóquio
Antes do ataque com gás ao metrô de Tóquio, Asahara queria experimentar o gás sarin em humanos. Ele escolheu seu rival, Daisaku Ikeda, o líder da Soka Gakkai, uma das "novas religiões" mais populares do Japão. Asahara instruiu seus homens a instalar um dispositivo de pulverização em um veículo adequado em uma das noites em que Ikeda deveria falar em público. Tudo estava indo bem até que o dispositivo começou a vazar, espirrando sarin líquido em Niimi, o chefe de segurança de Asahara. Kiyohide Hayakawa estava presente e rapidamente administrou um antídoto a tempo de impedir o sistema nervoso de Niimi de desligar.
Junto com Ikuo Hayashi, Niimi participou do ataque de gás do metrô (havia vários outros perpetradores também): Hayashi entregou o pacote cheio de sarin e perfurou-o com uma ponta afiada de guarda-chuva, enquanto Niimi era motorista de carro.

## Procedimentos legais
Tomomitsu Niimi acabou sendo condenado por assassinato e outras acusações de terrorismo. Niimi foi posteriormente condenado à morte por enforcamento. Ao contrário de outros ex-membros de Aum envolvidos em atos criminosos, Niimi não se desculpou.
Niimi foi um dos primeiros sete membros do Aum Shinrikyō a ser executado em 6 de julho de 2018, junto com o chefe Shoko Asahara. Os familiares das vítimas declararam que aprovam a execução.